# Pusha T
Terrence LeVarr Thornton, conhecido pelo seu nome artístico Pusha T, é um rapper estado-unidense, compositor e executivo de gravação. Inicialmente, ele ganhou grande reconhecimento como metade da dupla de hip-hop Clipse, ao lado de seu irmão e companheiro de rap No Malice principalmente ativos de 1994 a 2010, a dupla foi descoberta por Pharrell Williams e assinou com sua gravadora Star Trak Entertainment, uma marca da Arista Records em 2001. Eles lançaram três álbuns de estúdio Lord Willin (2002), Hell Hath No Fury (2006) e Til the Casket Drops (2009) com sucesso comercial moderado; o primeiro gerou os singles do top 40 da Billboard Hot 100 "Grindin'" e "When the Last Time", pelos quais se tornaram mais conhecidos.
Após a separação da dupla em 2010, Thornton prontamente seguiu carreira solo. Ele assinou com a gravadora de Kanye West, GOOD Music, uma marca da Def Jam Recordings, após seu trabalho no quinto álbum de West, My Beautiful Dark Twisted Fantasy (2010). Ele participou do single de West "Runaway" em outubro daquele ano que alcançou o número 12 na Billboard Hot 100 assim como sua música "So Appalled", também do álbum. Ele lançou dois de seus projetos solo de estreia Fear of God e Fear of God II: Let Us Pray em 2011, antes do lançamento de seu álbum de estreia, My Name Is My Name (2013). Recebido com sucesso crítico e comercial, alcançou o número quatro na Billboard 200 e foi seguido por seu segundo e terceiro álbuns King Push – Darkest Before Dawn: The Prelude (2015) e Daytona (2018), que alcançaram os números 20 e três na parada, respectivamente. Seu quarto álbum, It's Almost Dry (2022), foi o primeiro a estrear no topo da Billboard 200.
West nomeou Thornton para assumir seu cargo como presidente da GOOD Music no final de 2015, onde ele permaneceu como um dos principais artistas da gravadora até sua saída e dissociação de West em 2022. Em 2020, ele lançou sua gravadora Heir Wave Music Group, que visa ser uma plataforma para artistas baseados na Virgínia. Ao longo de sua carreira, Thornton recebeu cinco indicações ao Grammy Award.

## Primeiros anos
Pusha T nasceu Terrence LeVarr Thornton em 13 de maio de 1977, no bairro do Bronx na cidade de Nova York, embora a família logo tenha se mudado para Virginia Beach, Virginia, onde ele e seu irmão, Gene Thornton, cresceram. Quando adolescentes, os irmãos venderam drogas, com Gene sendo eventualmente expulso da casa dos pais depois que eles descobriram o que ele estava fazendo. Em 1992, ao lado de seu irmão, os dois começaram a perseguir uma carreira no hip hop, formando um grupo conhecido como Clipse. Seu irmão mais velho Gene era conhecido durante a maior parte da duração do grupo como Malice (os dois eram originalmente conhecidos como Terrar e Malicious, respectivamente, e em 2012 Gene mudou seu nome artístico para No Malice, após uma conversão ao Cristianismo).

## Carreira

### 1993–2010: Clipse

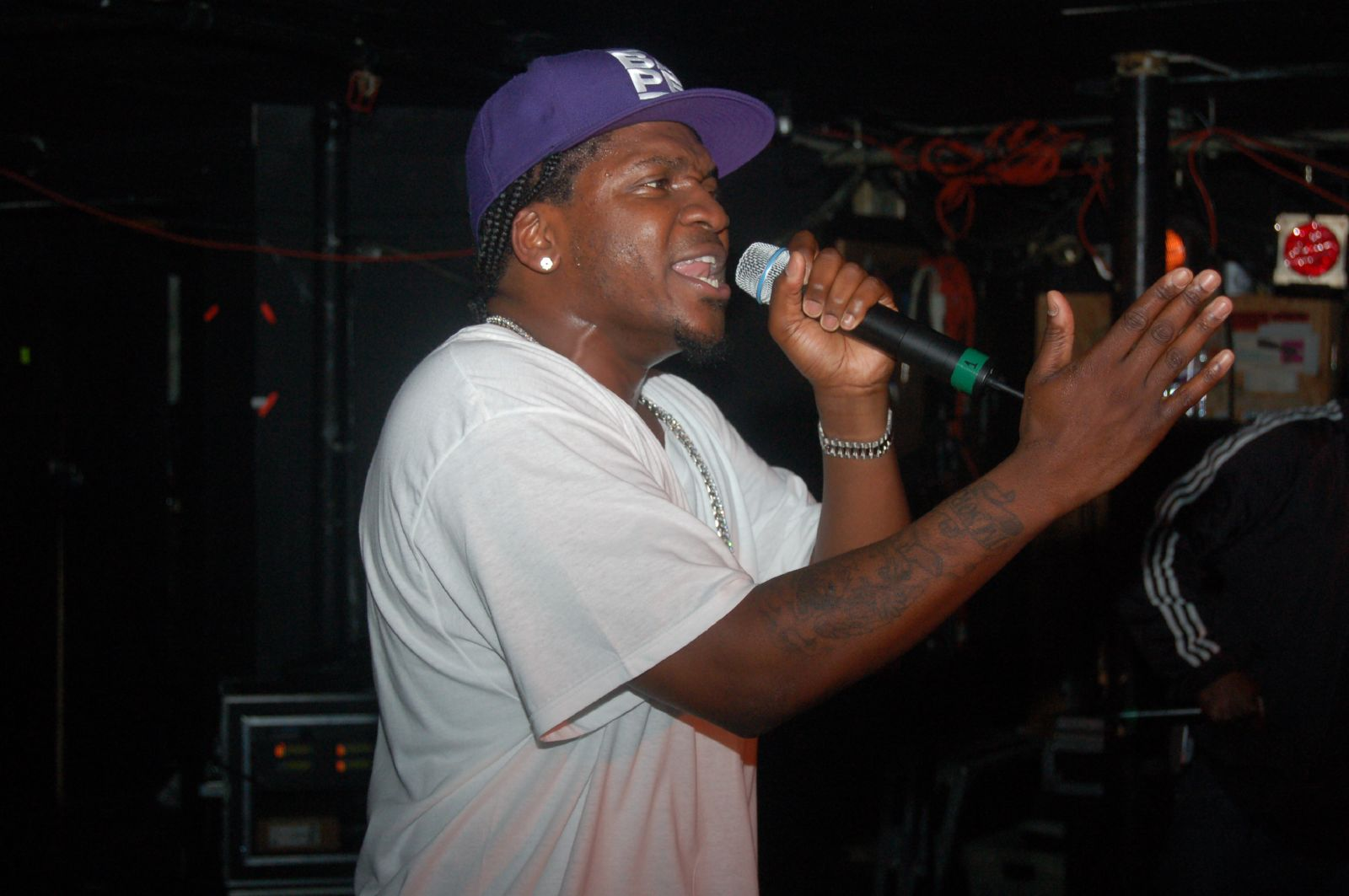
Pusha T perfomando no The Middle East em 2007 como parte de Clipse

Logo após formar o Clipse, os irmãos foram apresentados ao produtor musical e conterrâneo da Virgínia Pharrell Williams, do The Neptunes, que os ajudou a garantir um contrato de gravação com a Elektra Records em 1997. Terrence inicialmente adotou o nome artístico de Terrar. Depois de serem contratados pela Elektra, começaram a trabalhar em seu álbum de estreia, Exclusive Audio Footage. Após gravar o álbum inteiro, eles lançaram um single, "The Funeral", que foi um fracasso comercial e eventualmente levou ao cancelamento do lançamento do álbum e à demissão do Clipse da gravadora pouco depois. Após serem demitidos, Terrar mudou seu nome para Pusha T, e apesar de não estar assinado com uma grande gravadora, fez várias aparições em músicas de outros artistas, aparecendo no single de Kelis de 1999 "Good Stuff" e no single de Nivea de 2001 "Run Away (I Wanna Be with U)", respectivamente, graças ao seu relacionamento com The Neptunes, que produziu ambas as músicas.
No início de 2001, Pharrell Williams assinou a dupla com a Arista Records através de sua recém-estabelecida marca Star Trak. Clipse começou a trabalhar em seu álbum de estreia em uma grande gravadora, produzido executivamente por The Neptunes. Seu single de estreia, Grindin' foi lançado em 14 de maio de 2002, e se tornou um hit do Top 40 do verão, alcançando a posição 30 na Billboard Hot 100 em 30 de julho de 2002. Sucesso semelhante seguiu com seu segundo single, When the Last Time, que alcançou a posição 19. Impulsionado por dois singles de sucesso, Clipse lançou seu álbum de estreia comercial Lord Willin' em 20 de agosto de 2002, estreando na posição #1 na parada Top R&B/Hip-hop Albums da Billboard e #4 na Billboard 200, sendo eventualmente certificado ouro pela Recording Industry Association of America (RIAA) em 1 de outubro de 2002.
No final de 2003, Clipse começou a gravar material para seu segundo álbum, Hell Hath No Fury. No entanto, o trabalho no álbum foi interrompido em 2004, quando os artistas urbanos da Arista Records foram absorvidos pela gravadora irmã Jive Records como parte de uma fusão maior entre a Sony Music Entertainment e a BMG. Devido a exigências contratuais, Clipse foi forçado a permanecer na Jive, enquanto Star Trak e o restante de seu elenco se mudaram para sua nova casa na Interscope Records. Enquanto Clipse retomava o trabalho no álbum e eventualmente o terminava, a dupla ficou cada vez mais frustrada com a Jive, pois a gravadora era notória por negligenciar vários artistas de hip-hop/R&B em favor de atos mais voltados para o pop em seu elenco. A expansão da estratégia musical da gravadora causou inúmeros atrasos no lançamento de Hell Hath No Fury. À medida que os atrasos continuavam, o grupo pediu uma liberação formal de seu contrato. Quando a Jive se recusou a atender a esse pedido, a dupla processou a gravadora. Em resposta a isso, em 2004, os irmãos lançaram seu próprio selo, Re-Up Records, e formaram o grupo de hip-hop Re-Up Gang, junto com os rappers Ab-Liva e Sandman.
Em 9 de maio de 2006, Clipse finalmente chegou a um acordo com a Jive para lançar o álbum tanto pela Re-Up quanto pela Jive. Hell Hath No Fury foi finalmente lançado em 28 de novembro de 2006. Mais uma vez produzido por The Neptunes, estreou na posição #14 na Billboard 200 com mais de 80.000 cópias vendidas na primeira semana. Embora o álbum tenha recebido muitos elogios da crítica, suas vendas foram menos bem-sucedidas do que as de Lord Willin'. Ele gerou dois singles moderadamente bem-sucedidos: "Mr. Me Too" com Pharrell Williams e "Wamp Wamp (What It Do)" com Slim Thug. As frustrações de Clipse com a Jive foram um tema constante do álbum, com Pusha T dizendo "I'm sorry to the fans, but them crackers weren't playing fair at Jive" na faixa Mr. Me Too. A revista de hip hop XXL deu ao álbum uma classificação "XXL", marcando-o como um álbum de cinco estrelas. Na época, apenas cinco álbuns haviam recebido essa honra anteriormente.
Em uma entrevista de 19 de maio de 2007 ao Eye Weekly, Clipse revelou que havia sido oficialmente liberado de qualquer obrigação contratual com a Jive. Depois disso, a dupla começou a discutir com várias gravadoras, eventualmente assinando com a Columbia Records em 26 de outubro de 2007. O sucessor de Hell Hath No Fury, intitulado Til the Casket Drops, foi lançado em 8 de dezembro de 2009, via Columbia Records. Em uma mudança em relação aos trabalhos anteriores do grupo, que apresentavam apenas produção do Neptunes, o álbum apresenta produção da equipe de produção de Sean "Diddy" Combs, The Hitmen, e de DJ Khalil, entre outros. O álbum alcançou a posição No. 41 na Billboard 200.

### 2010–2011: Início da carreira solo
Após o lançamento de seu terceiro álbum, Pusha T e Malice anunciaram que Clipse entraria em um hiato indefinido para que os irmãos pudessem focar em suas carreiras solo. Logo após esse anúncio, Pusha T assinou com a gravadora GOOD Music de Kanye West em setembro de 2010, e fez sua primeira aparição como membro da GOOD Music no álbum My Beautiful Dark Twisted Fantasy de Kanye West, aparecendo no sucesso "Runaway" e estreando a música com Kanye no 2010 MTV Video Music Awards em 12 de setembro de 2010. Ele também participou de várias faixas da série GOOD Fridays de West e fez outras aparições na série Monster Mondays de Swizz Beatz, no álbum H.F.M. 2 (Hunger for More 2) de Lloyd Banks e no álbum Fresh de Tabi Bonney. Na semana de 16 de dezembro de 2010, Pusha T assinou um contrato exclusivo de gerenciamento com a NUE Agency. Em 11 de fevereiro de 2011, Funkmaster Flex estreou o primeiro single solo de Pusha T na Nova York's Hot 97. A faixa, intitulada "My God", foi produzida por Hit-Boy e foi bem recebida pelo público. Logo depois, a música vazou na internet, mas foi lançada oficialmente no iTunes e Amazon em 24 de agosto de 2011. Em 31 de agosto de 2011, foi anunciado que Pusha havia assinado um contrato solo com a Def Jam.
Em 21 de março de 2011, Pusha T lançou sua estreia solo, um mixtape intitulado Fear of God, que incluía "My God" e apresentava tanto freestyles quanto músicas originais, e incluía participações de Kanye West, 50 Cent, Rick Ross, Pharrell Williams e Kevin Cossom. O mixtape foi bem recebido e, logo depois, ele começou a trabalhar em seu extended play (EP) de estreia Fear of God II: Let Us Pray, que inicialmente incluía quatro músicas do mixtape e cinco novas músicas. O EP estava originalmente programado para ser lançado em 21 de junho de 2011; no entanto, foi adiado para 23 de agosto e, por um tempo, acreditou-se que 27 de setembro seria a data, mas após essa data passar, em 6 de outubro de 2011, Pusha T anunciou que o EP seria lançado em 8 de novembro de 2011. Além disso, foi revelado que ele havia adicionado quatro músicas ao EP, totalizando 12 faixas. Considerado um relançamento do inicial Fear of God, foi lançado em 8 de novembro de 2011 e foi bem recebido pela crítica.
O primeiro single de Fear of God II: Let Us Pray foi vazado na internet em 8 de julho de 2011. A música, intitulada "Trouble on My Mind", conta com a participação do líder do Odd Future, Tyler, The Creator. O segundo single do EP, "Amen", foi lançado em 13 de setembro de 2011. A música, originalmente destinada a Young Jeezy, foi produzida por Shawty Redd e conta com versos de Kanye West e Young Jeezy, respectivamente. Após o lançamento do EP em 8 de novembro, o projeto estreou na posição 66 da Billboard 200 com 8.900 cópias vendidas na primeira semana de lançamento. Também entrou na posição número dez na parada de R&B/Hip-Hop Albums da Billboard, na posição número oito na Top Rap Albums da Billboard, e na posição número 25 na parada de Digital Albums.
Em 2011, Pusha T apareceu na segunda temporada da série da HBO How to Make It in America. Ele interpretou o papel de um capanga da Urban Caribbean League. Após o lançamento de seu EP, Pusha T começou a trabalhar em seu álbum de estreia solo, que seria produzido executivamente por Kanye West. Pusha também disse que após o lançamento de seu álbum de estreia solo e do mixtape Long Live the Cane do Re-Up Gang, Clipse também se reuniria e lançaria outro álbum. No final de 2011, Pusha fez uma participação especial na música "What Do You Take Me For?" da cantora pop inglesa Pixie Lott, o segundo single de seu segundo álbum de estúdio Young Foolish Happy. A música foi um hit single no Reino Unido, alcançando a posição número dez na UK Top 40.

### 2012–2014:My Name Is My Name
Em 19 de outubro de 2011, via Twitter, Kanye West anunciou planos para um álbum da GOOD Music na primavera de 2012, apresentando todos os artistas do selo, bem como várias participações especiais. Em 6 de abril de 2012, "Mercy", o single principal do álbum de compilação da GOOD Music, Cruel Summer, foi lançado. A música, produzida pelo recém-contratado produtor interno Lifted, conta com a participação de Pusha T, Kanye West, Big Sean e o rapper do sul 2 Chainz. Em 24 de maio de 2012, Pusha T lançou uma música intitulada "Exodus 23:1" com participação de The-Dream. Especula-se que a música seja um diss track direcionado aos rappers da Young Money, Drake e Lil Wayne. Isso resultou em uma canção de resposta de Lil Wayne, à qual Pusha T não respondeu diretamente, mas chamou de "horrível" em uma entrevista. Ele foi destaque ao lado de West no terceiro single de Cruel Summer - "New God Flow". Em outubro de 2012, Pusha T fez uma aparição na trilha sonora do filme The Man with the Iron Fists em uma faixa intitulada "Tick Tock" ao lado dos rappers americanos Raekwon, Joell Ortiz e Danny Brown.
Em 8 de outubro de 2012, Pusha T lançou "Pain" com participação do rapper do sul Future, o primeiro single de seu álbum de estreia. No mesmo dia, a revista Spin informou que o álbum de estreia de Pusha T havia sido adiado para 2013. Enquanto se apresentava em Vancouver, Canadá, foi relatado que Pusha T anunciou que lançaria um mixtape intitulado Wrath of Caine antes do lançamento de seu álbum de estúdio de estreia. Mais tarde, em novembro, Thornton anunciou o título de seu álbum de estúdio de estreia, My Name Is My Name. Em 5 de dezembro de 2012, Pusha T lançou "Blocka", o primeiro single de seu mixtape Wrath of Caine. A música conta com a participação de Travis Scott e Popcaan. Em 11 de dezembro de 2012, o videoclipe de "Blocka" de Pusha T, com participação de Popcaan e Travis Scott, foi lançado pela AllHipHop.com. O mixtape foi lançado em 28 de janeiro de 2013, junto com o anúncio de que seu álbum seria lançado no final do primeiro trimestre de 2013. Em janeiro de 2013, foi anunciado que Pusha T se apresentaria no festival Coachella Valley Music and Arts Festival de 2013.

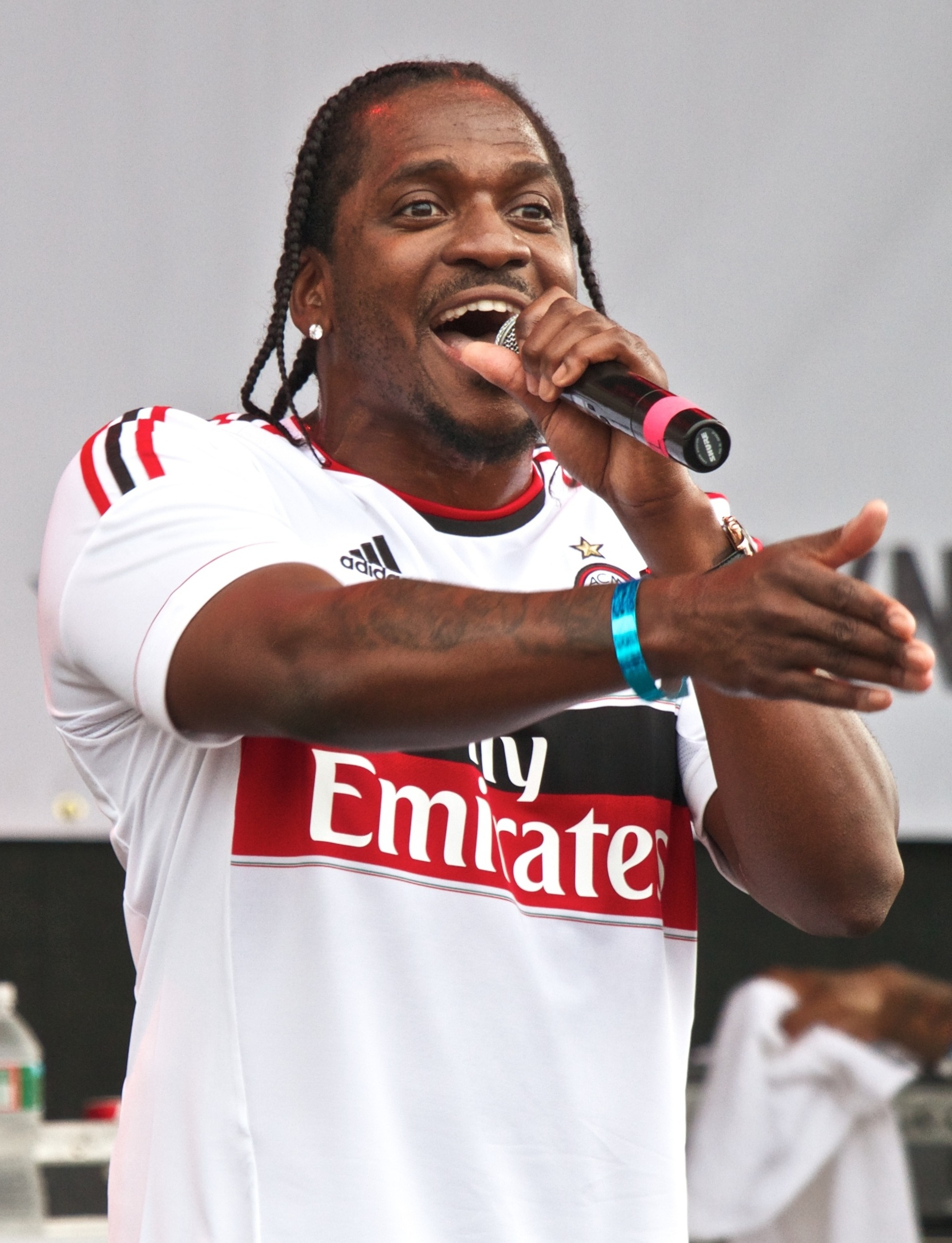
Pusha T peformando em 2013

My Name Is My Name estava programado para ser lançado em 16 de julho de 2013, mas foi adiado para outubro. O álbum de estreia de Pusha T foi lançado em 8 de outubro de 2013, contando com participações de Rick Ross, Young Jeezy, 2 Chainz, Big Sean, Future, Pharrell Williams, Chris Brown e Kendrick Lamar, entre outros. O álbum foi aclamado pelos críticos de música e apareceu em muitas listas de "Melhores Álbuns de 2013" de importantes publicações. Comercialmente, o álbum também teve bom desempenho, estreando na quarta posição do Billboard 200, com vendas de 74.000 cópias na primeira semana. Até 8 de julho de 2017, o álbum havia vendido 182.000 cópias nos Estados Unidos. O álbum foi promovido por cinco singles: "Pain" com Future, "Numbers on the Boards", "Sweet Serenade" com Chris Brown, "Let Me Love You" com Kelly Rowland, e "Nosetalgia" com Kendrick Lamar, além do single promocional "Who I Am" com 2 Chainz e Big Sean. O álbum inclui produção de Kanye West, The Neptunes, The-Dream, Just Blaze, No I.D., Nottz, Don Cannon e Swizz Beatz, entre outros. Em uma entrevista de abril de 2013 para a AskMen, Pusha revelou que logo após o lançamento de seu álbum de estreia, ele começaria a trabalhar em seu segundo álbum, intitulado King Push. Em 2013, Pusha T forneceu vocais convidados em um remix de Vice de "I'll Be Gone" para o álbum de remixes, Recharged, da banda de rock americana Linkin Park.

### 2014–2017:King Push – Darkest Before Dawn

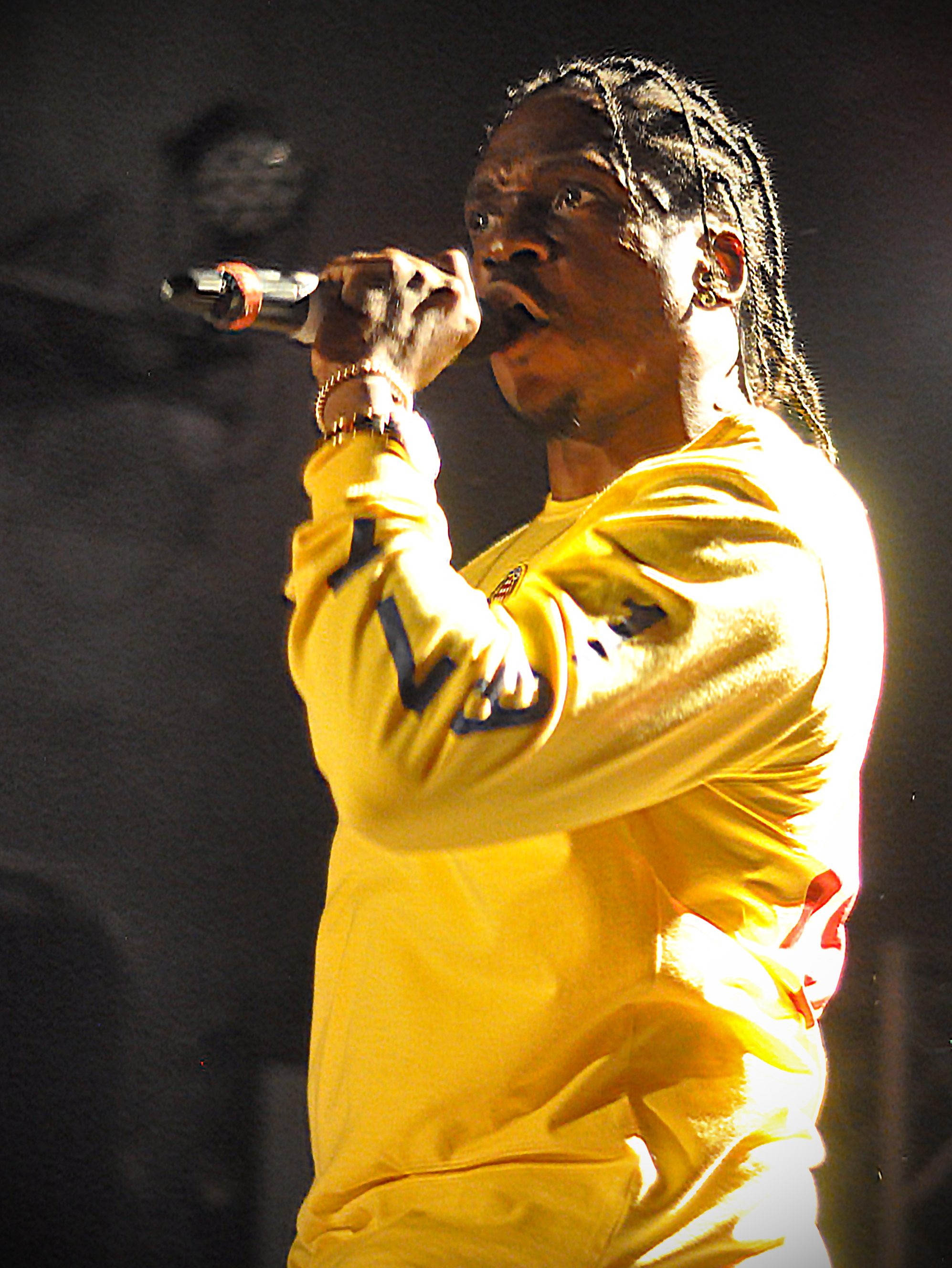
Pusha T perfomando em 2015 no Hopscotch Music Festival

Em 19 de novembro de 2014, Pusha lançou um single avulso intitulado "Lunch Money", produzido por Kanye West.
Em dezembro de 2014, Pusha T anunciou King Push para ser lançado na primavera de 2015. Em maio de 2015, ele anunciou que o álbum seria adiado para junho. Em 9 de novembro de 2015, Pusha T revelou à Billboard que havia sido nomeado o novo presidente da GOOD Music.
Em 12 de novembro de 2015, Pusha T lançou o single intitulado "Untouchable", produzido por Timbaland. Em 23 de novembro de 2015, foi anunciado que Pusha T lançaria um novo álbum, King Push – Darkest Before Dawn: The Prelude, como prelúdio ao álbum King Push mencionado anteriormente. Foi lançado em 18 de dezembro de 2015, recebeu recepção favorável da crítica e alcançou a posição número 20 na Billboard 200. O álbum foi produzido executivamente por uma das inspirações de Pusha T, Puff Daddy e pelo empresário Steven Victor. Darkest Before Dawn alcançou mais de 17 milhões de streams em sua primeira semana. Em 31 de maio de 2016, Pusha T lançou o primeiro single de seu próximo álbum King Push, "Drug Dealers Anonymous" com a participação de Jay-Z, inicialmente exclusivamente através do serviço de streaming de Jay-Z, Tidal.
Em 2017, Pusha T colaborou novamente com o Linkin Park na música "Good Goodbye" do sétimo álbum de estúdio da banda, One More Light. No mesmo ano, Pusha T colaborou com a banda virtual Gorillaz na música "Let Me Out" do álbum de estúdio deles, Humanz.

### 2018–2022:DaytonaeIt's Almost Dry
Em 19 de abril de 2018, Kanye West anunciou em sua página no Twitter que o álbum King Push de Pusha T seria lançado em 25 de maio de 2018. Em 23 de maio de 2018, Pusha T anunciou em sua página no Twitter que mudou o título do álbum de King Push para Daytona. O álbum causou controvérsia quando West gastou US$ 85.000 para adquirir a arte da capa: uma foto do banheiro de Whitney Houston cheio de drogas, tirada em sua residência em Atlanta, Geórgia em 2006. Não apenas o conteúdo da capa do álbum causou controvérsia externa, mas Pusha T afirmou não concordar com o preço que West pagou pela foto. Em 25 de maio de 2018, Daytona foi lançado com aclamação da crítica. Recebeu uma pontuação de 86 no Metacritic, indicando "aclamação universal". Posteriormente, ele foi nomeado o "Melhor Rapper Vivo" pela Complex em 2018 por seu trabalho em Daytona e sua faixa de diss "The Story of Adidon". O álbum recebeu elogios de veteranos do hip-hop Nas e P. Diddy, que o chamaram de "um álbum clássico" e "uma obra-prima dos tempos modernos". Em 2024, a Billboard nomeou-o como o segundo "Diss mais devastador do hip-hop de todos os tempos".
Em fevereiro de 2020, Pusha T começou uma nova gravadora, Heir Wave Media Group, para assinar e desenvolver artistas da área da Virgínia. Ele permaneceu presidente da GOOD Music enquanto se concentrava em construir um elenco de artistas de seu estado natal. Ao criar o selo, Pusha citou o desejo de recrutar "artistas de álbum" que elaboram narrativas e histórias maiores ao longo de seus projetos. Artistas locais foram incentivados a enviar música para o canal do YouTube da Heir Wave Music e para um programa de rádio semanal em uma estação local, 103 Jamz FM. No primeiro ano do selo, a Heir Wave Music assinou Kahri 1k, Shaolinn, Leeto e WhyNotDuce
Em 7 de fevereiro de 2022, Pusha T lançou "Diet Coke", o primeiro single de seu quarto álbum de estúdio It's Almost Dry, que foi produzido por Kanye West e 88-Keys. O videoclipe do single foi lançado no dia seguinte, dirigido por Omar Jones, e apresenta Pusha T e West se movendo sobre um fundo branco, em uma homenagem direta ao vídeo da música "Flava in Ya Ear (Remix)" de Craig Mack. Mais tarde, 88-Keys revelou que a batida para o single foi feita 18 anos antes da música, em uma fita de batidas chamada The Makings of Crack Cocaine.
Em 4 de março, Pusha T e Nigo lançaram o single "Hear Me Clearly" para o álbum de Nigo I Know Nigo!, e a música também está prevista para It's Almost Dry. Ele também apareceu ao lado de seu irmão No Malice como Clipse na música "Punch Bowl" no álbum I Know Nigo!. O videoclipe de "Hear Me Clearly" foi lançado em 30 de março.
Em 6 de abril, Pusha T lançou o terceiro single de It's Almost Dry, "Neck & Wrist" com o rapper Jay-Z e Pharrell, e mais tarde apareceu em uma entrevista com Charlamagne tha God, que foi lançada no dia 11. Em 18 de abril, Pusha T anunciou a data de lançamento de It's Almost Dry para 22 de abril, e também anunciou uma festa de audição em Nova York chamada "Cokechella".
O álbum tão aguardado, produzido principalmente por colaboradores frequentes Pharrell Williams e Kanye West, foi lançado em 22 de abril e recebeu aclamação crítica generalizada. Na semana de 7 de maio de 2022, estreou no topo da parada Billboard 200 com um total de 55.000 unidades equivalentes a álbuns, tornando-se o primeiro álbum número um de Pusha T na parada.

### 2022–2023: Heir Wave Music Group e saída da GOOD Music
Em dezembro de 2022, Pusha T anunciou sua saída da GOOD Music após os comentários antissemíticos e pró-raça do fundador Kanye West. Falando sobre o apoio de West ao "White Lives Matter", sua campanha presidencial de 2024 e outros ataques públicos, Pusha T afirmou que não eram temas para "dançar em volta". Sua saída também encerrou seu mandato como presidente do selo. Pouco depois, ele direcionou seu foco para seu próprio selo, Heir Wave Music Group. Durante uma entrevista à Complex, Pusha T afirmou: "Tenho uma necessidade particular de desenvolver a Heir Wave como uma plataforma e criar um circuito para artistas dentro desta região, simplesmente porque sinto que é algo que nunca tivemos." Ele acrescentou: "[o selo] foi criado no espírito de um 'artista de álbum' - artistas que têm uma história para contar. Eles têm um background para o fã que deseja estar totalmente investido naquele artista específico, em todo o seu movimento e tudo sobre ele. É assim que estamos escolhendo os artistas. Trata-se de autenticidade. Trata-se de música pura, seja qual for o tipo de música. Deve ser pura."

### 2023–presente: Pós-GOOD Music
Para promover o filme Cocaine Bear, lançado em 24 de fevereiro de 2023, Pusha T refez o clássico de 1983 de Grandmaster Flash e Melle Mel, "White Lines (Don't Don't Do It)", mantendo o coro original, mas substituindo os versos originais pelos seus próprios. Ele se apresentou no 22º Festival de Música e Artes do Vale de Coachella em abril de 2023.

## Rixas

### Consequence
Após Pusha T lançar "My God", o primeiro single de sua mixtape solo, seu ex-colega de gravadora na GOOD Music, Consequence, foi ao Twitter e afirmou que Pusha T havia roubado seu fluxo e letras de uma música dele na qual Pusha T deveria aparecer, intitulada "The Last Supper". Em 22 de julho de 2011, Consequence lançou uma música intitulada "The Plagiarist Society", na qual ataca Pusha T e questiona suas rimas sobre o tráfico de cocaína. No final da música, o nativo de Queens promete mirar em Kanye West em seguida, dizendo "You're nothing but a body shield, for that coward from the mid-west/ so yes you can bet, that your boss is next" (Você não passa de um escudo humano, para aquele covarde do meio-oeste/ então sim, você pode apostar que seu chefe é o próximo).
Pusha T respondeu à diss track quando apareceu no programa The Morning Riot da WGCI 107.5 de Chicago e disse que ninguém está procurando por Consequence. Quanto à possibilidade de responder em uma música, Pusha T disse: "No final do dia, sou um artista e toda essa coisa de rap é divertida para mim, então não posso dizer que você não ouvirá nada, mas ficar indo e voltando com ele, não é certo, eu não ganharia nada com isso." Mais tarde naquele dia, Consequence ligou para o The Morning Riot da WGCI em Chicago em retaliação aos comentários de Pusha T. Ele também estreou uma música intitulada "Everybody Told Me 2 (Straighten It Out)" na qual ele critica West, Pusha T e a GOOD Music em geral. Desde então, Pusha T respondeu a Consequence em uma música. A música foi o remix de "Go 'N' Get It" de Ace Hood, que também contou com Beanie Sigel, Busta Rhymes e Styles P. Na música, Pusha T rima: "Consequence, nigga, talk is cheap You don't want a problem? Off the beef Before I off his ass with his awful teeth". Em 19 de agosto, Consequence lançou Movies on Demand 3 e continuou a diss sua ex-gravadora e Pusha T em músicas como "Career Killer" e "Mr.RapFix (Hot Water)".
Em 15 de setembro de 2011, Consequence apareceu no Rap Fix da MTV e anunciou que sua rixa com Kanye West e a GOOD Music havia acabado. Enquanto estava em Chicago em outubro de 2011, Pusha T apareceu na rádio WGCI pela segunda vez e confirmou que a "briga" realmente havia acabado, que tinha esfriado e que ambos seguiram em frente. Em janeiro de 2015, os dois oficialmente encerraram a rixa quando Consequence foi ao seu Instagram para dizer ao público: "Tudo certo. em 2015, Pusha [T] e eu morremos de tudo e vibramos criativamente com Kanye para este novo LP."

### Lil Wayne
A tensão entre Pusha T e o rapper Lil Wayne perdurou por anos, começando logo após Clipse e Birdman colaborarem em "What Happened to That Boy", single de 2002 deste último. Em 2006, Wayne sentiu que a música do Clipse, "Mr. Me Too", era dirigida a ele, e em 2012 a música "Exodus 23:1" de Pusha T fez Lil Wayne desabafar no Twitter, lançando posteriormente uma diss track intitulada "Goulish", na qual ele diz "Fuck Pusha T and anybody that love him / His head up his ass, I'mma have to head-butt him". Pusha T chamou a diss track de Wayne de "horrível" e disse que sentiu que não merecia uma resposta. Ambos minimizaram a rixa, com Wayne dizendo que já superou. No entanto, em setembro de 2012, Pusha T apareceu no remix de Chief Keef para I Don't Like, onde acusou Wayne de usar ghostwriters dizendo, "My pen's better, you don't write, trendsetter, you clone-like", desde então confirmou que a linha era uma diss para Wayne. No final de novembro de 2012, Pusha T mais uma vez criticou Wayne e Birdman em uma música de Ludacris intitulada "Mad Fo" de sua mixtape #IDGAF. Pusha T posteriormente revelou sua motivação para o verso: "Oh, porque é uma batida do Swizz. Você tem que culpar o Swizz. Veja, quando Wayne recebe uma batida do Swizz... com a faixa "Ghoulish"; ele se ocupou bem, bem, ele tentou."

### Drake
Após o lançamento da música de Pusha T "Exodus 23:1" em 2012, Drake aparentemente respondeu a Pusha na introdução de seu álbum de 2013 Nothing Was the Same, chamando Pusha T de "jogador reserva agindo como titular". Os dois trocaram dissimulações sutis entre 2012 e 2017, com Pusha T rimando na música "H.G.T.V": "It's too far gone when the realest ain't real / I walk amongst the clouds, so your ceilings ain't real / These niggas Call of Duty 'cause they killings ain't real / With a questionable pen so the feeling ain't real,", e Drake mais tarde respondendo na diss track "Two Birds, One Stone", questionando o passado de traficante de drogas de Pusha T.
Pusha T intensificou ainda mais a rixa na música "Infrared" de seu álbum de 2018 Daytona, onde acusou Drake de usar um ghostwriter. Drake respondeu à música menos de um dia depois, lançando uma faixa intitulada "Duppy Freestyle" onde ele insulta tanto Pusha T quanto Kanye West, acusando Pusha de ser um traficante de drogas falso e afirmando que aumentaria as vendas do álbum de Pusha T apenas o dissing. Pusha T respondeu a Duppy em 29 de maio de 2018, com a faixa "The Story of Adidon", que apresenta Pusha respondendo a Drake sobre o instrumental do single de 2017 de Jay-Z "The Story of O.J.". A música estreou na Hot 97 e contém versos dirigidos aos rumores de que Drake tem um filho ilegítimo e a esclerose múltipla do produtor 40. A capa da música também atraiu controvérsias, mostrando uma foto não editada de Drake usando uma camiseta e capuz com a imagem de Jim Crow e maquiagem de blackface. Drake eventualmente admitiu ter perdido a rixa em uma entrevista ao RapRadar, dizendo que foi sua "primeira derrota no esporte competitivo do rap."

### McDonald's
Em uma entrevista de junho de 2016, o ex-executivo da indústria musical Steve Stoute afirmou que Pusha T possivelmente escreveu o jingle "I'm lovin' it" da McDonald's. Thornton posteriormente confirmou essa informação no Twitter. Contudo, a afirmação foi contestada por executivos de publicidade responsáveis pela campanha e por um executivo de marketing da McDonald's. Nem Stoute nem Pusha T comentaram sobre a controvérsia.
Em 21 de março de 2022, Pusha T gravou um freestyle para um comercial apresentado pela cadeia de fast food Arby's, intitulado "Spicy Fish Diss", direcionado à rival McDonald's. Na faixa, ele declara que o sanduíche Filet-O-Fish deles era "nojento" e afirma que o sanduíche de peixe do Arby's é melhor. Isso foi uma vingança contra a empresa por não creditá-lo por ajudar a popularizar a campanha publicitária "I'm lovin' it".

### Jim Jones
Pusha T se envolveu em uma disputa com Jim Jones, que começou em maio de 2023, depois que este último desconsiderou o primeiro no programa Breakfast Club, ao afirmar que "não poderia nomear cinco principais músicas de Pusha T". Um mês depois, em 25 de junho, um trecho de uma faixa de diss sem nome de Pusha T foi lançado. Na semana seguinte, em 6 de julho, Jim Jones respondeu com "Summer Collection". O podcaster Joe Budden também defendeu "Summer Collection", enquanto chamava Pusha T de "perdedor azedo". O ex-colaborador e amigo de Jones, Cam'ron, também se aliou a ele no meio da disputa em queda.

## Vida pessoal
Em 11 de junho de 2020, Pusha T e sua esposa Virginia Williams deram as boas-vindas ao seu primeiro filho, Nigel Brixx Thornton. O nome da criança atraiu reações online por "Brixx" ser um termo aparente para cocaína, algo sobre o qual Pusha T frequentemente faz rap.
Em novembro de 2021, a mãe de Pusha T faleceu, seguido pelo falecimento de seu pai quatro meses depois.

## Discografia

### Álbuns de Estúdio
- My Name Is My Name (2013)
- King Push – Darkest Before Dawn: The Prelude (2015)
- Daytona (2018)
- It's Almost Dry (2022)

### Mixtapes
- Fear of God (2011)
- Wrath of Caine (2013)

### Ep's
- Fear of God II: Let Us Pray (2011)

## Premiações

### Grammy Awards
| Ano  | Categoria                                     | Obra                                                          | Resultado |
| ---- | --------------------------------------------- | ------------------------------------------------------------- | --------- |
| 2003 | Melhor perfomace de rap melódico colaborativo | Like I Love You (como parte de Clipse, com Justin Timberlake) | Indicado  |
| 2013 | Melhor Canção de rap                          | Mercy (com Kanye West, Big Sean e 2 Chainz)                   | Indicado  |
| 2013 | Melhor Perfomance de rap                      | Mercy (com Kanye West, Big Sean e 2 Chainz)                   | Indicado  |
| 2019 | Melhor Álbum de Rap                           | Daytona                                                       | Indicado  |
| 2023 | Melhor Álbum de Rap                           | It's Almost Dry                                               | Indicado  |